# Leucostele chiloensis
Leucostele chiloensis ist eine Pflanzenart in der Gattung Leucostele aus der Familie der Kakteengewächse (Cactaceae). Das Artepitheton chiloensis verweist auf die Insel Chiloé, von der man fälschlicherweise annahm, dass die Art dort verbreitet sei. Ein spanischer Trivialname ist „Quisco“.

## Beschreibung
Leucostele chiloensis wächst meist baumförmig, mit an oder nahe der Basis kandelaberartig verzweigenden, aufrechten, kräftigen und bis zu 8 Meter langen Trieben. Die Triebe sind zylindrisch, erreichen Durchmesser von 10 bis 12 Zentimeter und besitzen 16 bis 17, meist niedrige und breite, deutlich gehöckerte Rippen. Die braun gespitzten, hellgelben Dornen werden später grau. Der gerade, abstehende Mitteldorn ist 4 bis 7 (selten bis 20) Zentimeter lang. Die seitlich ausstrahlenden 8 bis 12 Randdornen werden 1 bis 2 Zentimeter oder länger.
Die trichterförmigen, weißen Blüten öffnen sich am Tag. Sie werden bis zu 14 Zentimeter lang. Die kugelförmigen, grünen Früchte sind essbar.

## Verbreitung, Systematik und Gefährdung
Leucostele chiloensis ist vom Norden bis in den Süden von Zentral-Chile verbreitet, wo sie in küstennahen Gebieten sowie Tälern und Vorbergen der Anden bis in Höhenlagen von 1800 Metern wächst.
Die Erstbeschreibung als Cactus chiloensis wurde 1826 von Luigi Colla veröffentlicht. Boris O. Schlumpberger stellte die Art 2012 in die Gattung Leucostele. Weitere nomenklatorische Synonyme sind Cereus chiloensis (Colla) DC. (1828), Echinocereus chiloensis (Colla) Console & Lem. (1864), Trichocereus chiloensis (Colla) Britton & Rose (1920) und Echinopsis chiloensis (Colla) H.Friedrich & G.D.Rowley  (1974).
Es werden folgende Unterarten unterschieden:
- Leucostele chiloensis subsp. chiloensis
- Leucostele chiloensis subsp. australis (F.Ritter) Schlumpb.
- Leucostele chiloensis subsp. eburneus (Phil. ex K.Schum.) Schlumpb.
- Leucostele chiloensis subsp. panhoplites (K.Schum.) Schlumpb.

In der Roten Liste gefährdeter Arten der IUCN wird die Art als „Least Concern (LC)“, d. h. als nicht gefährdet geführt.

## Nachweise